# Мадам (фільм, 2017)
«Мадам» (фр. Madame) — французький комедійний фільм режисерки Аманди Штерс.
Прем'єра фільму відбулася 14 вересня 2017 року.

## Сюжет
Головна героїня Марія (Россі де Пальма) — доросла жінка, яка більшу частину життя пропрацювала прислугою. Зараз вона працює в Анни (Тоні Коллетт) і Боба (Гарві Кейтель). Заможна подружня пара завжди ставилася до неї з добротою, хоча головна героїня прекрасно розуміла, що вона їм не рівня. Основні події розгортаються після того, як господарі вирішують влаштувати світський захід. Подружжя недавно переїхало з Америки в паризьке передмістя і планують влаштувати своєрідне новосілля, покликавши впливових друзів із різних куточків світу.
Серед запрошених гостей є навіть мер Лондона. Та коли раптово з'являється син господарів, з'ясовується, що за столом буде сидіти 13 гостей. Анну це не влаштовує, і вона вмовляє Марію на вечері перед присутніми видати себе за таємничу іспанську жінку з цікавою історією. Служниця визнає, що ніколи не брехала, тому може все зіпсувати, але господиня наполягає, і Марія погоджується. Перед початком вечері її просять мовчати, щоб не видати себе, і не чіпати спиртні напої. Проте через значне хвилювання все відбувається навпаки. Служниця випиває зайвого і починає говорити всякі дурниці. Неординарною поведінкою вона привертає увагу одного з гостей — брокера з Великої Британії, який закохується в чарівну незнайомку.

## В ролях
- Тоні Коллетт — Анна
- Гарві Кейтель — Боб
- Россі де Пальма — Марія
- Майкл Смайлі — Девід Морган
- Том Г'юз — Стівен, син Боба
- Крістіан Абарт
- Жозефіна де ла Бумі
- Тім Феллінгем
- Віолейн Джиліберт
- Станіслас Мерхар

## Виробництво
Фільмування почалося в Парижі 20 липня 2016 року і тривало 6 тижнів.